# Окатьєво
Ока́тьєво (рос. Окатьево) — село у складі Даровського району Кіровської області, Росія. Входить до складу Кобрського сільського поселення.
Населення становить 93 особи (2010, 261 у 2002).
Національний склад станом на 2002 рік — росіяни 99 %.